# Pap d'Armènia
Pap o també Papas (en armeni Պապ) va ser rei d'Armènia des de l'any 370 al 374.

## Joventut
Era fill del rei Àrsaces II d'Armènia i de la reina Pharantzem. Mort el seu pare a mans del rei Sapor II, la reina es va refugiar a la fortalesa d'Artogerassa o Artagers a la província d'Arshauroniq amb el tresor reial, i va enviar el seu fill Pap a territori romà sota la protecció de Valent, que li va assignar una residència a Neocesarea al Pont.

## Primers intents de ser rei
L'any 369 Cilax i Artaban, nobles armenis que s'havien passat als sassànides, van tornar a canviar de bàndol, van obtenir el suport d'alguns nobles i van enviar una ambaixada a l'emperador Valent perquè envies a Pap amb les insígnies reials i un exèrcit. La delegació anava encapçalada per Musel Mamiconi. Valent hi va accedir i va encarregar al dux Terenci de portar a Pap a Armènia però no li va donar les insígnies reials.
Així Pap va arribar a Armènia sense suport militar i Sapor II va enviar allí un exèrcit. Pap, Cilax i Artaban van fugir cap a la Còlquida, on Pap va estar cinc mesos amagat. Les forces perses no el van trobar però mentre un exèrcit persa assetjava Artogerassa on resistia la reina. Una epidèmia va delmar les defenses i al cap de 14 mesos es va haver de rendir. Els perses van ocupar la fortalesa i es van apoderar del tresor reial. Enviada a Pèrsia el rei Sapor II la va entregar als seus soldats i va morir a causa de les contínues violacions. El territori d'Armènia va ser saquejat, patint especialment Artàxata on els sassànides van destruir les muralles, Vagharxapat que van destruir totalment, Eruandashat, també destruïda, Zarehavan (prop de Bagravand) també destruïda, Zarishat, a Van va ser incendiada i destruïda totalment, i d'altres. Hi va haver també una persecució religiosa i s'esmenta el cas del capellà Zuith d'Artàxata que va ser assassinat per no voler abjurar.
Sapor II va entrar al país acompanyat de Meruzanes Arzeruni i de Baanes Mamiconi. El rei va acampar a les runes de Zarehavan on va exercir cruels represàlies com ara fer trepitjar als captius per les potes dels elefants, o fer desfilar despullades les dones dels nakharark, i algunes d'elles van passar després a l'harem del rei. Van ser especialment fortes les represàlies a la Siunia, governada pel príncep Andok, pare de la reina Pharantzem.
Meruzanes Arzeruni i Baanes Mamiconi van rebre el govern del país i van intentar implantar-hi el mazdeisme. Ela que s'hi negaven van patir cruels represàlies, com la dona de Garegin Reixtuní, de nom Hamazaspuhi, que tot i que era cunyada de Baanes Mamiconi va ser penjada pels peus a una torre. Tomàs Arzeruni escriu que Baanes Mamiconi va desfermar tal odi contra ell al país que va morir assassinat pel seu propi fill Samuel.

## Pap al tron
Cap a l'any 370 l'emperador Valent va enviar per fi un exèrcit sota el comandament del comte (comes) Arinteus (que Ammià Marcel·lí anomena Até). Els romans van expulsar els perses i Pap, retornat de la Còlquida, va ser restaurat al poder i proclamat rei. El nou rei es va acostar al patriarca Narses i en va rebre consells de govern. Musel Mamiconi, que va tenir un paper destacat a la lluita, va ser nomenat sparapet i va obtenir victòries sobre perses i els seus vassalls ibers i aghuans. Pap va fer reconstruir les ciutats destruïdes o almenys algunes.
El 25 de juliol del 373 el rei va enverinar al patriarca Narses al palau de Khakh a la Acilisene. El patriarcat va passar a l'ardiaca anomenat Albianus, Shahak (Khat) o Husik de Manazkert fins a la seva mort (373-377). Les seves protestes contra la massacre dels Camsaracans quasi li van costar la vida. Les protestes de l'arquebisbe de Cesarea de Capadòcia, Basili de Cesarea, que tenia el dret d'entronitzar al patriarca armeni, no les va atendre. La família d'Albianus va conservar el patriarcat amb el seu parent Zaven I (377-381) i el germà d'aquest, Aspurakes I (381-386).
Enganyat per Sapor II, el rei va fer matar Cilax i Artaban, dels que sospitava que conspiraven i va enviar els seus caps al rei sassànida. Sapor, després d'això va demanar a Valent de respectar el tractat entre Roma i Pèrsia signat per Jovià, però l'emperador romà va rebutjar la petició i el general Arinteus (Flavius Arintheus) va adoptar una posició de força a les fronteres entre Armènia i Pèrsia. Pel seu costat l'altre general, el dux Terenci, va enderrocar al rei d'Ibèria i va restaurar cap a l'any 370 a Saurmag II d'Ibèria, rei favorable a Roma que havia governat ja del 361 al 368.
Ammià Marcel·lí diu que Terenci, en els seus comunicats a l'emperador, desvirtuava els fets del rei Pap. Probablement no exagerava massa. Finalment l'emperador romà va decidir posar fi al regne de Pap, al que va enviar a Tars a Cilícia, per fer una suposada entrevista amb Valent. Tanmateix, allí, tot i que els romans el van tractar com a rei, el van retenir i no va poder veure a l'emperador. Quan es va assabentar dels comunicats de Terenci el rei es va escapar amb 300 cavallers cap Armènia. Valent va enviar una legió a la seva persecució, per retornar-lo viu o mort. A l'Eufrates Pap i els seus van quedar aturats però van aconseguir passar fent servir llits com improvisades armadies i van poder escapar. L'emperador va posar en la seva persecució al comites Daniel i al tribú de les Escoles palatines Barzimeres amb mil arquers lleugerament armats, però Pap es va poder escapar per un camí de muntanya i va poder arribar a Armènia.

## Mort del rei
Tanmateix, contra el que preveia l'emperador, Pap va restar lleial a Roma, i Faust de Bizanci sospita que va ser per consell de Musel Mamiconi. Tanmateix, Valent, escoltant a Daniel i Barzimeres, rancorosos del seu fracàs, va decidir eliminar a Pap tot i la seva fidelitat i ho va encarregar, segons Ammià Marcel·lí, a Trajà, comandant de la força d'ocupació romana a Armènia. Aquest va invitar al rei a un dinar a Khou, al Bagrevand, prop del campament romà i un auxiliar bàrbar va donar mort al rei. Segons Faust de Bizanci, l'encarregat de l'assassinat va ser Terenci i diu que el nakharar Gunel d'Antzevatziq va matar amb les seves mans un dels legionaris que van perpetrar físicament l'assassinat.
L'emperador va nomenar rei a Varasdat de la família arsàcida, probablement un nebot d'Àrsaces II.

## Família
Estava casat amb una dona de nom Zarmandukht, d'origen desconegut, amb la qual va tenir dos fills:
- Àrsaces III (o Arsaces III)
- Valarxak